# Přílepský potok (přítok Loděnice)
Přílepský potok je menší vodní tok v Křivoklátské vrchovině, pravostranný přítok Loděnice v okrese Beroun ve Středočeském kraji. Délka toku měří 5 km, plocha povodí činí 7,69 km².

## Průběh toku
Potok pramení jižně od Libečova, části Chyňavy, blízko silnice II/118 v nadmořské výšce 401 metrů. Potok zprvu teče jižním směrem, u Železné zprava přijímá několik bezejmenných toků a stáčí se k východu. Potok protéká jižně od Malých Přílep, části Chyňavy. Na hranici katastrálních území Chrustenic a Nenačovic se Přílepský potok zprava vlévá do Loděnice v nadmořské výšce 265 metrů.